# Tratado das Águas do Indo
O Tratado das Águas do Indo (Indus Waters Treaty, IWT) é um tratado de distribuição de água entre a Índia e o Paquistão, organizado e negociado pelo Banco Mundial, para utilizar a água disponível no rio Indo e seus afluentes. Foi assinado em Carachi em 19 de setembro de 1960 pelo então primeiro-ministro indiano Jawaharlal Nehru e pelo então presidente paquistanês Ayub Khan.
O Tratado concede à Índia o controle sobre as águas dos três "rios orientais" — o Beás, o Rauí e o Sutle — que têm um fluxo médio anual total de 41 bilhões de metros cúbicos. O controle sobre os três "rios ocidentais" — o Indo, o Chenab e o Jelum — que têm um fluxo médio anual total de 99 bilhões de metros cúbicos, foi concedido ao Paquistão. A Índia recebeu o controle de 30% do total de água transportada pelos rios, enquanto o Paquistão recebeu 70%. O tratado permite que a Índia utilize as águas dos rios ocidentais para irrigação limitada e usos não consuntivos ilimitados, como geração de energia, navegação, flutuação de propriedades, piscicultura, etc. Estabelece regulamentações detalhadas para a Índia em projetos de construção sobre os rios ocidentais. O preâmbulo do tratado reconhece os direitos e obrigações de cada país para o uso ideal da água do Sistema Indo, em um espírito de boa vontade, amizade e cooperação. Embora o tratado não esteja diretamente relacionado à segurança nacional, o Paquistão, por estar localizado a jusante da Índia, teme que a Índia possa causar inundações ou secas no Paquistão, especialmente durante um potencial conflito.
Desde a ratificação do tratado em 1960, a maioria das disputas tem sido resolvida por meio da estrutura legal prevista no tratado, apesar de diversos conflitos militares terem ocorrido entre os dois países. O tratado foi suspenso pela primeira vez pelo Governo da Índia em 23 de abril de 2025, após o ataque de Pahalgam em 2025.
O Tratado das Águas do Indo é considerado um dos esforços de compartilhamento de água mais bem-sucedidos do mundo atualmente, embora analistas reconheçam a necessidade de atualizar certas especificações técnicas e expandir o escopo do acordo para lidar com as mudanças climáticas.

## Disposições do Tratado
O tratado classifica os seis principais rios da bacia do Indo em duas categorias geográficas: três rios ocidentais – o Indo, o Jelum e o Chenab – e três rios orientais – o Sutle, o Beás e o Rauí. De acordo com o Artigo I do Tratado Indo-Indo, qualquer rio/afluente e sua área de captação do sistema fluvial do Indo que não faça parte dos outros cinco rios faz parte do Rio Indo, incluindo seus afluentes, canais deltaicos, lagos de conexão, etc. De acordo com este tratado, os rios orientais são alocados para uso exclusivo da água pela Índia após os usos de água expressamente permitidos pelo Artigo II (1) no Paquistão. Da mesma forma, o Paquistão tem o uso exclusivo da água dos rios ocidentais após os usos de água permitidos na Índia. O Artigo IV (14) do Tratado Indo-Indo estabelece que qualquer uso de água desenvolvido a partir das águas subutilizadas de outro país não adquirirá direitos de uso de água devido ao decurso do tempo. Em grande parte, o tratado resultou na divisão dos rios em vez da partilha de suas águas.
Foi concedido um período de transição de 10 anos, durante o qual a Índia se comprometia a fornecer água aos canais do Paquistão a partir de seus rios orientais até que o Paquistão conseguisse construir o sistema de canais para utilização das águas dos rios ocidentais. Esse fornecimento de água ao Paquistão não foi interrompido nem mesmo durante a Guerra Indo-Paquistanesa de 1965. De acordo com o Artigo 5.1 do Tratado de Comércio Internacional (ITW), a Índia concordou em fazer uma contribuição fixa de 62.060.000 libras esterlinas (sessenta e dois milhões e sessenta mil libras esterlinas apenas ou 125 toneladas métricas de ouro quando o padrão-ouro fosse adotado) para o custo da construção de novas nascentes e sistema de canais para irrigação a partir dos rios ocidentais na província de Punjab, no Paquistão. A Índia pagou o valor total em dez parcelas anuais iguais, apesar da Guerra Indo-Paquistanesa de 1965. Ambos os países concordaram no tratado em trocar dados e cooperar para o uso otimizado da água do sistema fluvial do Indo. Para tanto, o tratado cria a Comissão Permanente do Indo, com um comissário nomeado por cada país. Ela seguiria o procedimento estabelecido para julgar quaisquer divergências e disputas futuras decorrentes da implementação, interpretação ou violação do tratado. A comissão sobreviveu a três guerras e fornece um mecanismo contínuo de consulta e resolução de conflitos por meio de inspeção, troca de dados e visitas. A comissão deve se reunir pelo menos uma vez por ano para discutir potenciais disputas, bem como acordos de cooperação para o desenvolvimento do sistema fluvial do Indo. De acordo com o artigo VIII (8), ambos os comissários, em conjunto, devem apresentar um relatório anual a ambos os países sobre suas obras. Mas esses relatórios anuais nunca são tornados públicos, nem mesmo pelo Paquistão, que alega repetidas violações do tratado pela Índia.
Cada parte deve notificar a outra sobre os planos de construção de quaisquer obras de engenharia que afetem a outra parte e fornecer dados sobre tais obras. As inspeções anuais e a troca de dados continuam, imperturbáveis pelas tensões no subcontinente. A barragem de Salal foi construída após um acordo mútuo entre ambos os países. O Projeto Tulbul está pendente de autorização há décadas, mesmo após discussões prolongadas entre a Índia e o Paquistão. Em casos de disputa ou desacordo, o Tribunal Permanente de Arbitragem (CoA) ou um especialista técnico neutro, respectivamente, são chamados para arbitragem. A decisão do especialista técnico foi seguida para a autorização da usina de Baglihar e o veredicto do CoA foi seguido para a autorização da Usina Hidrelétrica de Kishanganga. O Paquistão está alegando violação do tratado referente à Usina Hidrelétrica de Ratle de 850 MW e solicitou o estabelecimento de um CoA, enquanto a Índia solicitou a nomeação de um Perito Neutro. A Índia ainda não levantou nenhuma violação do Artigo II do IWT pelo Paquistão, embora o Paquistão esteja usando águas subterrâneas para vários usos na área da bacia de Rauí e Sutle antes que esses rios finalmente cruzem para o Paquistão. O Paquistão também construiu obras de treinamento fluvial de forma a reduzir as inundações fluviais na sua área e aumentar as inundações na área de Great Rann of Kutch, na Índia, violando o Artigo IV(3a). O Paquistão levantar disputas e abordar o CoA contra projetos indianos pode resultar na abolição do IWT quando as suas disposições são interpretadas em detalhe pelos veredictos do CoA.

## História e contexto
As águas do sistema fluvial do Indo nascem principalmente no Tibete e nas montanhas do Himalaia, nos estados de Himachal Pradesh e Jammu e Caxemira. Elas fluem pelos estados de Punjab e Sindh antes de desaguar no Mar Arábico, ao sul de Carachi e do Riacho Kori, em Guzerate. A média anual de recursos hídricos disponíveis no Paquistão é de 218 bilhões de m³. Onde antes havia apenas uma estreita faixa de terra irrigada ao longo desses rios, os desenvolvimentos ao longo do último século criaram uma grande rede de canais e instalações de armazenamento que fornecem água para mais de 47 milhões de acres (190.000 km²) somente no Paquistão até 2009, uma das maiores áreas irrigadas de qualquer sistema fluvial.
A partição da Índia Britânica, baseada na religião e não na geografia, criou um conflito sobre as águas da bacia do Indo. Os estados recém-formados estavam em desacordo sobre como compartilhar e administrar o que era essencialmente uma rede coesa e unitária de irrigação. Além disso, a geografia da partição era tal que os rios nascentes da bacia do Indo estavam na Índia. O Paquistão sentiu sua subsistência ameaçada pela perspectiva do controle indiano sobre os afluentes que alimentavam a porção paquistanesa da bacia. Enquanto a Índia certamente tinha suas próprias ambições para o desenvolvimento lucrativo da bacia, o Paquistão se sentiu gravemente ameaçado por um conflito sobre a principal fonte de água para suas terras cultiváveis. Durante os primeiros anos da partição, as águas do Indo foram repartidas pelo Acordo Interdomínio de 4 de maio de 1948. Este acordo exigia que a Índia liberasse água suficiente através dos canais existentes para as regiões paquistanesas da bacia em troca de pagamentos anuais do governo do Paquistão. O acordo visava atender a requisitos imediatos e foi seguido por negociações para uma solução mais permanente. No entanto, nenhuma das partes estava disposta a comprometer suas respectivas posições e as negociações chegaram a um impasse. Do ponto de vista indiano, não havia nada que o Paquistão pudesse fazer para forçar a Índia a desviar, de qualquer um de seus projetos, a água do rio para os canais de irrigação do Paquistão. O Paquistão queria levar o assunto à Corte Internacional de Justiça, mas a Índia recusou, argumentando que o conflito exigia uma resolução bilateral.

### Envolvimento do Banco Mundial
Em 1951, David Lilienthal, ex-presidente da Autoridade do Vale do Tennessee e da Comissão de Energia Atômica dos EUA, visitou a região para escrever uma série de artigos para a revista Collier's. Lilienthal tinha grande interesse pelo subcontinente e foi recebido pelos mais altos escalões dos governos indiano e paquistanês. Embora sua visita tenha sido patrocinada pela Collier's, Lilienthal foi informado por funcionários do Departamento de Estado e do Executivo, que esperavam que Lilienthal pudesse ajudar a diminuir a distância entre a Índia e o Paquistão e também a avaliar as hostilidades no subcontinente. Durante sua visita, ficou claro para Lilienthal que as tensões entre a Índia e o Paquistão eram agudas, mas também impossíveis de serem apagadas com um gesto abrangente. Ele escreveu em seu diário:

Índia e Paquistão estavam à beira de uma guerra pela Caxemira. Parecia não haver possibilidade de negociar essa questão até que as tensões diminuíssem. Uma maneira de reduzir a hostilidade... seria concentrar-se em outras questões importantes onde a cooperação fosse possível. O progresso nessas áreas promoveria um senso de comunidade entre as duas nações, o que poderia, com o tempo, levar a um acordo sobre a Caxemira. Consequentemente, propus que a Índia e o Paquistão elaborassem um programa conjunto para desenvolver e operar conjuntamente o sistema do rio Indo, do qual ambas as nações dependiam para irrigação. Com novas represas e canais de irrigação, o Indo e seus afluentes poderiam ser capazes de fornecer a água adicional necessária para o aumento da produção de alimentos em cada país. No artigo, sugeri que o Banco Mundial pudesse usar seus bons ofícios para levar as partes a um acordo e ajudar no financiamento de um programa de desenvolvimento do Indo.
A ideia de Lilienthal foi bem recebida por funcionários do Banco Mundial (na época Banco Internacional para Reconstrução e Desenvolvimento) e, posteriormente, pelos governos indiano e paquistanês. Eugene R. Black, então presidente do Banco Mundial, disse a Lilienthal que sua proposta "faz todo o sentido". Black escreveu que o Banco estava interessado no progresso econômico dos dois países e temia que a disputa do Indo pudesse ser apenas um sério obstáculo a esse desenvolvimento. As objeções anteriores da Índia à arbitragem de terceiros foram remediadas pela insistência do Banco de que não julgaria o conflito, mas sim serviria como um canal para um acordo.
Black também fez uma distinção entre os aspectos "funcionais" e "políticos" da disputa do Indo. Em sua correspondência com líderes indianos e paquistaneses, Black afirmou que a disputa do Indo poderia ser resolvida de forma mais realista se os aspectos funcionais do desacordo fossem negociados independentemente de considerações políticas. Ele imaginou um grupo que abordasse a questão de como melhor utilizar as águas da Bacia do Indo, deixando de lado questões de direitos ou alocações históricas.
Black propôs um Grupo de Trabalho composto por engenheiros indianos, paquistaneses e do Banco Mundial. A delegação do Banco Mundial atuaria como um grupo consultivo, encarregado de oferecer sugestões e acelerar o diálogo. Em sua declaração de abertura ao Grupo de Trabalho, Black explicou por que estava otimista quanto ao sucesso do grupo:

Um aspecto da proposta do Sr. Lilienthal me atraiu desde o início. Refiro-me à sua insistência em que o problema do Indo é um problema de engenharia e deve ser tratado por engenheiros. Um dos pontos fortes da profissão de engenharia é que, em todo o mundo, os engenheiros falam a mesma língua e abordam os problemas com padrões de julgamento comuns.
As esperanças de Black por uma resolução rápida para a disputa do Indo eram prematuras. Embora o Banco Mundial esperasse que os dois lados chegassem a um acordo sobre a alocação de águas, nem a Índia nem o Paquistão pareciam dispostos a ceder em suas posições. Enquanto o Paquistão insistia em seu direito histórico às águas de todos os afluentes do Indo e que metade do Punjab Ocidental estava sob ameaça de desertificação, o lado indiano argumentava que a distribuição anterior de águas não deveria determinar a alocação futura. Em vez disso, o lado indiano estabeleceu uma nova base de distribuição, com as águas dos afluentes ocidentais indo para o Paquistão e as dos afluentes orientais para a Índia. As discussões técnicas substantivas que Black esperava foram frustradas pelas considerações políticas que ele esperava evitar.
O Banco Mundial logo se frustrou com essa falta de progresso. O que originalmente havia sido imaginado como uma disputa técnica que se resolveria rapidamente começou a parecer intratável? Índia e Paquistão não conseguiram chegar a um acordo sobre os aspectos técnicos da alocação, muito menos sobre a implementação de qualquer distribuição de águas acordada. Finalmente, em 1954, após quase dois anos de negociação, o Banco Mundial apresentou sua própria proposta, indo além do papel limitado que havia se atribuído e forçando os dois lados a considerarem planos concretos para o futuro da bacia. A proposta oferecia à Índia os três afluentes orientais da bacia e ao Paquistão os três afluentes ocidentais. Canais e barragens de armazenamento deveriam ser construídos para desviar água dos rios ocidentais e substituir o abastecimento do rio oriental perdido pelo Paquistão.
Embora o lado indiano tenha se mostrado receptivo à proposta do Banco Mundial, o Paquistão a considerou inaceitável. O Banco Mundial alocou os rios orientais para a Índia e os rios ocidentais para o Paquistão. Essa nova distribuição não levou em conta o uso histórico da bacia do Indo ou o fato de que os distritos orientais do Punjab Ocidental poderiam se transformar em desertos, e repudiou a posição de negociação do Paquistão. Enquanto a Índia defendia um novo sistema de alocação, o Paquistão considerava que sua parcela de águas deveria ser baseada na distribuição anterior à partição. A proposta do Banco Mundial estava mais alinhada com o plano indiano, o que irritou a delegação paquistanesa. Eles ameaçaram se retirar do Grupo de Trabalho, e as negociações beiraram o fracasso.
No entanto, nenhum dos lados podia se dar ao luxo de interromper as negociações. A imprensa paquistanesa reagiu aos rumores de um fim das negociações com rumores de aumento das hostilidades; o governo estava mal preparado para abrir mão das negociações em favor de um conflito violento com a Índia e foi forçado a reconsiderar sua posição. A Índia também estava ansiosa para resolver a questão do Indo; grandes projetos de desenvolvimento foram suspensos pelas negociações e os líderes indianos estavam ansiosos para desviar água para irrigação. Em dezembro de 1954, os dois lados retornaram à mesa de negociações. A proposta do Banco Mundial passou de uma base de acordo para uma base de negociação, e as negociações continuaram, intermitentes, pelos seis anos seguintes.
Um dos últimos obstáculos para um acordo sobre o financiamento da construção de canais e instalações de armazenamento que transfeririam água dos rios ocidentais para o Paquistão. Essa transferência era necessária para compensar a água que o Paquistão estava perdendo ao ceder seus direitos sobre os rios orientais. O Banco Mundial planejou inicialmente que a Índia pagasse por essas obras, mas a Índia recusou. O Banco respondeu com um plano de financiamento externo. Um Acordo do Fundo de Desenvolvimento da Bacia do Indo (Carachi, 19 de setembro de 1960); um tratado entre Austrália, Canadá, Alemanha Ocidental, Nova Zelândia, Reino Unido e Estados Unidos com o Banco Internacional para Reconstrução e Desenvolvimento (IRDC) e o Paquistão, que concordou em fornecer ao Paquistão uma combinação de fundos e empréstimos. Essa solução eliminou os obstáculos restantes ao acordo e o IWT foi assinado por ambos os países no mesmo dia em 1960, aplicável com efeito retroativo a partir de 1º de abril de 1960, mas as disposições do "Acordo do Fundo de Desenvolvimento da Bacia do Indo" não afetam o IWT de forma alguma, de acordo com seu Artigo XI(3). Após a assinatura do IWT, o então primeiro-ministro Nehru declarou no parlamento que a Índia havia adquirido um assentamento (de água). As doações e empréstimos ao Paquistão foram estendidos em 1964 por meio de um acordo suplementar.

### Subsídios e empréstimos para o Paquistão
| País               | Moeda | Subvenção Original (1960) | Subvenção Suplementar (1964) | Empréstimo original ao Paquistão (1960) | Empréstimo Suplementar ao Paquistão (1965) |
| ------------------ | ----- | ------------------------- | ---------------------------- | --------------------------------------- | ------------------------------------------ |
| Índia              | GB£   | 62,060,000                |                              |                                         | Dez parcelas anuais Article 5 of IWT       |
| Austrália          | AU$   | 6,965,000                 | 4,667,666                    |                                         |                                            |
| Canadá             | Can$  | 22,100,000                | 16,810,794                   |                                         |                                            |
| Alemanha Ocidental | DM    | 126,000,000               | 80,400,000                   |                                         |                                            |
| Nova Zelândia      | NZ£   | 1,000,000                 | 503,434                      |                                         |                                            |
| Reino Unido        | GB£   | 20,860,000                | 13,978,571                   |                                         |                                            |
| Estados Unidos     | US$   | 177,000,000               | 118,590,000                  | 0                                       | 0                                          |
| IRDC Bank          | US$   |                           |                              | 0 (em várias moedas) incluindo juros    | 0 (em várias moedas)                       |

Atualmente, o papel do Banco Mundial no tratado limita-se a manter o processo de solução de controvérsias em andamento quando uma parte/país não coopera para seguir o procedimento de arbitragem previsto no tratado em caso de disputa.

## Implicações do tratado
Do Sistema Indo, a Índia obteve quase 41 bilhões de m³ a 16%, enquanto o Paquistão obteve quase 218 bilhões de m³ a 84%. No entanto, a Índia pode usar a água dos rios ocidentais para irrigação de até 701.000 acres, com nova capacidade de armazenamento de água não superior a 1,54 bilhão de m³ e novas obras de armazenamento com usinas hidrelétricas (excluindo o armazenamento de água permitido em projetos hidrelétricos de curso d'água ilimitado) com armazenamento não superior a 2,0 bilhões de m³ e capacidade nominal de armazenamento de inundações de 0,93 bilhão de m³. Essas alocações de água feitas ao estado de Jammu e Caxemira, na Índia, são escassas para atender às suas necessidades de água para irrigação, enquanto o tratado permitiu água suficiente para irrigar 80,52% das terras cultivadas na bacia do rio Indo, no Paquistão. Embora qualquer número de projetos hidrelétricos a fio d'água (RoR) possa ser construído pela Índia, o reservatório operacional de um projeto RoR tem capacidade restrita para limitar o armazenamento de água durante a duração do fluxo magro. No entanto, o armazenamento de sobretaxa atrás do vertedouro fechado em um projeto RoR não é limitado, o que é útil para armazenar água durante a estação das monções para geração de energia secundária ideal. Devido ao escasso armazenamento permitido, o estado de J&K é obrigado a recorrer à dispendiosa desassoreamento de seus reservatórios para mantê-los operacionais. O Paquistão também está perdendo benefícios adicionais ao não permitir o armazenamento moderado de água no estado de J&K a montante, cuja água seria finalmente liberada durante os fluxos magros no inverno para o Paquistão para seu uso e evitaria a necessidade de poucas barragens em seu território. Enquanto isso, o Paquistão planeja construir reservatórios de água multifuncionais com armazenamento massivo para represar fluxos plurianuais, como a Represa Diamer-Bhasha de 4.500 MW, a Represa Kalabagh de 3.600 MW, a Represa Akhori de 600 MW, a Represa Dasu de 4.320 MW, a Represa Bunji de 7.100 MW, a Represa Thakot de 4.866 MW, a Represa Patan de 2.400 MW, a Represa Katzarah de 15.000 MW, a Represa Azad Pattan de 700 MW, a Represa Suki Kinari de 884 MW, entre outros projetos com grande reassentamento populacional. Em caso de rompimento de qualquer barragem, as áreas a jusante no Paquistão, bem como a região de Kutch, na Índia, enfrentariam inundações ou submersões sem precedentes, visto que essas barragens estão localizadas em zonas sísmicas altamente ativas.
No entanto, a Índia obtém vantagem militar do IWT, pois seu escopo é confinado à área da bacia do sistema de rios do Indo (rios orientais e ocidentais), localizada na Índia, e apenas às bacias de Ravi e Sutlej, localizadas no Paquistão, de acordo com os Artigos II (1 a 4) e III (2 a 3), e o IWT trata apenas do compartilhamento de água disponível/fluindo na parte indiana entre o Paquistão e a Índia. De acordo com o IWT, o bombardeio/destruição de barragens, barragens, usinas de energia, etc., pelo Paquistão, localizadas na parte indiana do sistema de rios do Indo é uma violação do IWT, o que pode levar à revogação do IWT.

## Tratado sob análise

### Preocupações paquistanesas
O Paquistão manifestou preocupação junto ao Banco Mundial em relação ao novo projeto de barragem da Índia no Rio Chenab, alegando que ele não está em conformidade com o Tratado das Águas do Indo (IWT) e argumentando que a Índia poderia usar esses reservatórios para criar escassez artificial de água ou inundações no Paquistão.
Em 2019, após o ataque de Pulwama, o Ministro da União para Recursos Hídricos e um líder sênior do partido governista BJP, Nitin Gadkari, afirmou que toda a água proveniente da Índia seria desviada para estados indianos para punir o Paquistão por uma suposta conexão com o ataque, algo que o governo paquistanês negou e condenou. O Ministro de Estado da União para Jal Shakti, Rattan Lal Kataria, afirmou que "todos os esforços estão sendo feitos" para interromper o fluxo de água a jusante dos três rios designados.

### Kutch
As águas do Rio Indo também deságuam no Riacho Kori, localizado na região de Rann de Kutch, no estado de Guzerate, na Índia, através de seu canal delta, denominado rio Nara, passando pelo Lago Shakoor, antes de desaguar no mar. Sem o consentimento da Índia, entre 1987 e 1997, o Paquistão construiu o projeto de Drenagem de Emissário da Margem Esquerda (LBOD), que atravessa a região do Grande Rann de Kutch, com o auxílio do Banco Mundial. Em violação ao Artigo IV(10) do IWT, o objetivo do LBOD é impedir que as águas salinas e poluídas fluam para o delta do Indo, no Paquistão, e sejam desviadas para o mar através da região de Rann de Kutch. A água liberada pelo LBOD agrava as inundações na Índia e contamina a qualidade dos corpos d'água, que são fonte de água para as salinas espalhadas por uma vasta área. As águas do LBOD chegam ao mar através do disputado Riacho Sir, que é controlado pela Índia até sua linha central, mas reivindicado integralmente pelo Paquistão. As águas do LBOD também entram em território indiano devido a muitas rupturas em sua margem esquerda causadas por inundações. Como o estado indiano de Gujarat é a parte mais baixa da bacia do Indo, o Paquistão é obrigado a fornecer todos os detalhes das obras de engenharia realizadas pelo Paquistão à Índia para garantir que nenhum dano material seja causado à Índia, conforme as disposições do Artigo IV do tratado, e não prosseguirá com as obras do projeto até que as divergências sejam resolvidas por arbitragem.

### Ataque a Uri em 2016
Após o ataque a Uri em 2016, a Índia ameaçou revogar o Tratado das Águas do Indo. O primeiro-ministro Narendra Modi declarou: "sangue e água não podem fluir juntos". Até o momento, tais ameaças não se materializaram. No entanto, a Índia decidiu reiniciar o Projeto Tulbul no Rio Jelum, no Vale da Caxemira, que foi suspenso anteriormente em resposta às objeções do Paquistão. O analista político Hasan Askari Rizvi, em Lahore, disse que qualquer mudança no abastecimento de água do Paquistão teria um "impacto devastador". A Índia declarou em fevereiro de 2020 que deseja seguir o IWT na letra e no espírito. A reunião anual obrigatória dos Comissários do IWT tornou-se irregular após o ataque a Pulwama em 2019 e a última reunião ocorreu em maio de 2022, indicando que o propósito de cooperação mútua do IWT foi perdido, exceto sua parte de arbitragem.

### Esforços completos de utilização pela Índia
O sistema fluvial do Indo transporta uma vazão média anual de quase 260 bilhões de m³, dos quais a Índia consegue utilizar quase 38 bilhões de m³ (15% do total) dos três rios orientais. A água disponível acima das estações de borda (8,6 bilhões de m³ na cabeceira de Madhopur, na bacia de Rauí, 16 bilhões de m³ na cabeceira de Mandi Plain/Harike, na bacia de Beas, e 17 bilhões de m³ na cabeceira de Ropar, na bacia de Sutlej) é de 42 bilhões de m³, o que exclui a água disponível nas áreas a jusante dessas estações de borda. Excluindo a água de inundação lançada no rio Ravi a jusante da cabeceira de Madhopur, há um adicional de 5,611 bilhões de m³ de água disponível em um ano médio entre a cabeceira de Madhopur e o ponto final de travessia (sifão de Ravi) para o Paquistão, que ainda não foi utilizada pela Índia e flui adicionalmente para o Paquistão. As águas das enchentes também fluem para o Paquistão a partir da barragem de Hussainiwala, que é a barragem terminal do Rio Sutlej, na Índia. Além disso, a Índia tem o direito de usar as águas do Rio Ocidental para usos agrícolas limitados e usos domésticos ilimitados, não consuntivos, geração de energia hidrelétrica, etc.
Em 2019, a Índia utilizou 38 bilhões de m³ de sua cota, e quase 9,3 bilhões de m³ da cota não utilizada da Índia fluem para o território paquistanês a jusante, a partir dos rios principais Rauí e Sutle. A Índia não perde o direito sobre essa água, que é permitida fluir para o Paquistão, de acordo com os Artigos II (1 e 4) do IWT, e o Paquistão não deve utilizá-la para qualquer finalidade. Há espaço para cooperação entre os dois países para o fornecimento dessa água à região de Kutch, na Índia, através dos rios paquistaneses, da lagoa da Barragem de Sukkur e do canal do delta de Nara até o Lago Shakoor. Do Lago Shakoor, a Índia pode bombear a água para terras altas para irrigação, aquicultura, reflorestamento, etc. Essa cooperação também reduziria o impacto das frequentes inundações na região de Kutch, no Paquistão. Outra solução seria a Índia desviar as águas do Rio Chenab para os Rios Orientais, em vez de as águas destes cruzarem para o Paquistão, construindo túneis de desvio como o Túnel Marhu, proposto durante as negociações do Túnel IWT. Os túneis de transferência de água também aumentariam substancialmente a geração de energia hidrelétrica a partir das usinas existentes nos rios Ravi e Beas, o que é permitido pelas disposições do Túnel IWT.
A Índia está empreendendo três projetos para utilizar sua parcela integral dos Rios Orientais: (a) o projeto da barragem de Shahpurkandi no Rio Ravi, concluído em 2024 (b) a Barragem de Makaura Pattan sobre o Rio Ravi, sob a segunda ligação Ravi-Beas, no Punjab, e (c) o projeto da Barragem de Ujh no Rio Ujh, em Jammu e Caxemira. Essa água será utilizada pelo Punjab e pelos estados montanhosos do norte.
Em 2021, muitos pequenos projetos hidrelétricos, totalizando 144 MW na bacia do Indo, foram certificados como estando em conformidade com o tratado pela Comissão Central de Águas da Índia, com as informações do projeto repassadas ao Paquistão.

## Demandas de renegociação
Em 2003, a assembleia estadual de Jammu e Caxemira aprovou uma resolução unânime pela revogação do tratado e, novamente em junho de 2016, a assembleia de Jammu e Caxemira exigiu a revisão do Tratado das Águas do Indo. O crescimento da irrigação e do desenvolvimento hidrelétrico não é satisfatório devido às restrições impostas pelo Tratado de Águas do Indo em Jammu e Caxemira. Os legisladores consideram que o tratado viola os direitos do povo e trata o estado de Jammu e Caxemira como uma entidade inexistente. Uma petição de interesse público está pendente desde 2016 na Suprema Corte da Índia, buscando declarar o tratado inconstitucional.
Em 2023, a Índia notificou oficialmente o Paquistão para renegociar o tratado, alegando que este se envolvia repetidamente em ações contrárias ao espírito e ao objetivo do tratado. O Paquistão respondeu à notificação emitida pela Índia, afirmando que não pode correr o risco de revogar o Tratado de Arbitragem Internacional por ser uma parte ribeirinha inferior e expressou seu desejo de aderir aos procedimentos estipulados no IWT.
A Índia não nomeou os dois juízes do júri do Tribunal de Arbitragem (TCA) por sua parte, pois considerou os procedimentos simultâneos do TCA e do NE uma violação do acordo do IWT e do direito internacional consuetudinário. O Tribunal decidiu que consideraria a objeção da Índia e decidiria sobre a competência do Tribunal como questão preliminar em um processo acelerado até o final de junho de 2023. O CoA anunciou seu veredicto parcial em 6 de julho de 2023, afirmando que a constituição do CoA com base na solicitação alterada do Paquistão é válida sob as disposições do IWT e que somente abordaria as disputas que não fossem da competência do perito neutro, a fim de evitar procedimentos simultâneos sobre os mesmos assuntos tanto pelo CoA quanto pelo perito neutro. Em janeiro de 2025, a NE emitiu um veredicto inicial, afirmando que a NE é totalmente competente, de acordo com os termos do IWT, para julgar as divergências levantadas pela Índia. A nomeação do Perito Neutro (NE) em andamento está prevista para o final de 2026. Em janeiro de 2025, o Estado de Jammu e Caxemira iniciou as atividades de planejamento do projeto Kishanganga II (40 MW).
Em setembro de 2024, a Índia solicitou formalmente a revisão do Tratado e, ao mesmo tempo, o Paquistão reafirmou a importância do acordo e solicitou que a Índia continuasse a cumprir as disposições do Tratado.
Em 1º de março de 2025, a Índia interrompeu oficialmente o fluxo de água do Rio Ravi para o Paquistão após 45 anos de atrasos, marcando uma mudança significativa na dinâmica hídrica da região.

## Suspensão do Tratado das Águas do Indo
Em 23 de abril de 2025, após um ataque terrorista direcionado no Vale de Baisaran, em Pahalgam, Jammu e Caxemira, o Governo da Índia, em uma reunião do Comitê de Segurança do Gabinete, declarou a suspensão do Tratado das Águas do Indo com o Paquistão, alegando preocupações com a segurança nacional. Ao anunciar a medida, o Secretário de Relações Exteriores da Índia, Vikram Misri, afirmou: "No briefing ao CCS, as ligações transfronteiriças do ataque terrorista foram destacadas. Observou-se que este ataque ocorreu na sequência da realização bem-sucedida de eleições no Território da União e de seu progresso constante em direção ao crescimento econômico e ao desenvolvimento." Ele prosseguiu dizendo que "Reconhecendo a gravidade deste ataque terrorista, o CCS decidiu tomar as seguintes medidas:
O Tratado das Águas do Indo de 1960 será suspenso com efeito imediato, até que o Paquistão renuncie de forma credível e irrevogável ao seu apoio ao terrorismo transfronteiriço.
A fronteira do Posto de Controle Integrado Attari-Wagah será fechada com efeito imediato. Aqueles que a cruzaram com endossos válidos poderão retornar por essa rota antes de 1º de maio de 2025.
Cidadãos paquistaneses não terão permissão para viajar para a Índia com o visto do Sistema de Isenção de Vistos da SAARC (SVES).
Todos os vistos SVES emitidos anteriormente para cidadãos paquistaneses serão considerados cancelados. Qualquer cidadão paquistanês atualmente na Índia com o visto SVES tem 48 horas para deixar a Índia.
Os oficiais de defesa ou militares - conselheiros navais e aéreos do Alto Comissariado do Paquistão em Nova Delhi - são declarados Persona Non Grata. Eles têm uma semana para deixar a Índia. A Índia será Retirando seus próprios conselheiros de defesa, marinha e aeronáutica do Alto Comissariado Indiano em Islamabad. Esses cargos nos respectivos Altos Comissariados serão considerados extintos com efeito imediato. Cinco membros da equipe de apoio dos conselheiros de serviço também serão imediatamente retirados de ambos os Altos Comissariados.
O efetivo total dos Altos Comissariados será reduzido de 55 para 30, por meio de novas reduções, a serem efetivadas até 1º de maio de 2025.